# St. Petersburg Ladies Trophy 2018
St. Petersburg Ladies Trophy 2018 byl tenisový turnaj ženského profesionálního okruhu WTA Tour, hraný v aréně Sibur na dvorcích s tvrdým povrchem Rebound Ace. Konal se mezi 29. lednem až 4. únorem 2018 v ruském Petrohradu jako devátý ročník turnaje.
Rozpočet činil 799 000 dolarů. V rámci WTA Tour se řadil do kategorie WTA Premier Tournaments, do níž byla událost v roce 2016 přesunuta z nižšího okruhu ITF. Nejvýše nasazenou hráčkou ve dvouhře se stala staronová světová jednička a úřadující vítězka Australian Open Caroline Wozniacká z Dánska, kterou ve čtvrtfinále vyřadila Ruska Darja Kasatkinová. Jako poslední přímá účastnice do dvouhry nastoupila chorvatská 54. hráčka žebříčku Donna Vekićová.
V osmé sezóně za sebou získala Češka Petra Kvitová singlový titul na okruhu WTA Tour, když jako první levoruká hráčka v historii vyhrála turnaj WTA Tour na ruském území. Premiérovou společnou trofej ze čtyřhry si odvezl švýcarsko-ruský pár Timea Bacsinszká a Věra Zvonarevová.

## Distribuce bodů a finančních odměn

### Distribuce bodů
| Soutěž  | vítězky | finalistky | semifinalistky | čtvrtfinalistky | 16 v kole | 32 v kole | Q  | Q3 | Q2 | Q1 |
| ------- | ------- | ---------- | -------------- | --------------- | --------- | --------- | -- | -- | -- | -- |
| dvouhra | 470     | 305        | 185            | 100             | 55        | 1         | 25 | 18 | 13 | 1  |
| čtyřhra | 470     | 305        | 185            | 100             | 1         | —         | —  | —  | —  | —  |

### Finanční odměny
| Soutěž                                | vítězky  | finalistky | semifinalistky | čtvrtfinalistky | 16 v kole | 32 v kole | Q3     | Q2     | Q1   |
| ------------------------------------- | -------- | ---------- | -------------- | --------------- | --------- | --------- | ------ | ------ | ---- |
| dvouhra                               | $137 125 | $73 065    | $39 080        | $21 080         | $11 265   | $7 112    | $3 210 | $1 705 | $920 |
| čtyřhra                               | $42 850  | $22 900    | $12 510        | $6 365          | $3 460    | —         | —      | —      | —    |
| částky ve čtyřhře jsou uvedeny na pár |          |            |                |                 |           |           |        |        |      |

## Ženská dvouhra

### Nasazení
| Stát                          | Hráčka                     | WTA | Nasazení |
| ----------------------------- | -------------------------- | --- | -------- |
| Dánsko                        | Caroline Wozniacká         | 2.  | 1.       |
| Lotyšsko                      | Jeļena Ostapenková         | 7.  | 2.       |
| Francie                       | Caroline Garciaová         | 8.  | 3.       |
| Francie                       | Kristina Mladenovicová     | 11. | 4.       |
| Německo                       | Julia Görgesová            | 12. | 5.       |
| Rusko                         | Anastasija Pavljučenkovová | 18. | 6.       |
| Rusko                         | Jelena Vesninová           | 19. | 7.       |
| Rusko                         | Darja Kasatkinová          | 25. | 8.       |
| Žebříček WTA k 15. lednu 2018 |                            |     |          |

### Jiné formy účasti
Následující hráčky obdržely divokou kartu do hlavní soutěže:
- Petra Kvitová
- Anastasia Potapovová
- Jelena Vesninová
- Věra Zvonarevová

Následující hráčky postoupily z kvalifikace:
- Viktória Kužmová
- Tereza Martincová
- Jelena Rybakinová
- Roberta Vinciová

Následující hráčka postoupila jako tzv. šťastná poražená:
- Andrea Petkovicová

### Odhlášení
před zahájením turnaje
- Simona Halepová → nahradila ji  Andrea Petkovicová
- Ana Konjuhová → nahradila ji  Tatjana Mariová
- Elise Mertensová → nahradila ji  Donna Vekićová
- Anastasija Sevastovová → nahradila ji  Kateřina Siniaková
- Barbora Strýcová → nahradila ji  Maria Sakkariová
- Carla Suárezová Navarrová → nahradila ji  Mona Barthelová

### Skrečování
- Kiki Bertensová

## Ženská čtyřhra

### Nasazení
| Stát                                                                      | Hráčka             | Stát    | Hráčka                 | WTA | Nasazení |
| ------------------------------------------------------------------------- | ------------------ | ------- | ---------------------- | --- | -------- |
| Kanada                                                                    | Gabriela Dabrowská | Čína    | Sü I-fan               | 29. | 1.       |
| USA                                                                       | Raquel Atawová     | Německo | Anna-Lena Grönefeldová | 55. | 2.       |
| USA                                                                       | Nicole Melicharová | Česko   | Květa Peschkeová       | 57. | 3.       |
| Chorvatsko                                                                | Darija Juraková    | Česko   | Renata Voráčová        | 86. | 4.       |
| Žebříček WTA k 15. lednu 2018; číslo je součtem umístění obou členek páru |                    |         |                        |     |          |

### Jiné formy účasti
Následující pár obdržel divokou kartu do hlavní soutěže:
- Valerija Pogrebňaková /  Jelena Rybakinová

## Přehled finále

### Ženská dvouhra
- Petra Kvitová vs.  Kristina Mladenovicová, 6–1, 6–2

### Ženská čtyřhra
- Timea Bacsinszká /  Věra Zvonarevová vs.  Alla Kudrjavcevová /  Katarina Srebotniková, 2–6, 6–1, [10–3]